# 布熱格公國
布熱格公國（波蘭語：Księstwo Brzeskie）或布里格公國（德語：Herzogtum Brieg）是西里西亞諸公國之一，於 1311 年在弗羅茨瓦夫公國分裂期間創建。1329 年的波西米亞封地，由皮雅斯特西里西亞系統治，直到 1675 年絕嗣。它的首都是下西里西亞的布熱格。

## 布熱格公爵
1. 波列斯瓦夫三世（1296—1352）
2. 波爾科二世 (希維德尼察)（1358—1368）
3. 路德維克一世（1358—1398）
4. 亨里克七世 (布熱格)（1361—1399）
5. 路德維克二世（1399—1436）
6. 布蘭登堡的伊莉莎白（英语：Elisabeth of Brandenburg, Duchess of Brzeg-Legnica and Cieszyn）（1436—1443）
7. 尼古拉一世（英语：Nicholas I of Opole）（1450—1476）
8. 揚二世（1476—1481）
9. 腓特烈一世（1481—1488）
10. 波傑布拉德的盧米拉（英语：Ludmila of Poděbrady）（1488—1503）
11. 傑日一世（英语：George I of Brieg）（1503—1521）
12. 腓特烈二世（1521—1547）
13. 傑日二世（1547—1586）
14. 布蘭登堡的芭芭拉（1586—1595）
15. 約阿希姆·腓特烈（1595—1602）
16. 揚·克里斯蒂安（1602—1633）
17. 傑日三世（1633—1664）
18. 克里斯蒂安（英语：Christian, Duke of Brieg）（1664—1672）
19. 傑日·威廉 (萊格尼察)（1672—1675）